# シェイメン
シェイメン（The Shamen）は、イギリス・スコットランドの電子音楽バンドである。1985年に結成。1999年に解散。

## 歴史

### 1980年代
1987年にファースト・アルバム『Drop』をリリース。1960年代的なサイケデリック作品である。
1987年の中頃になると、フロントマンのコリン・アンガスはS-ExpressやM/A/R/R/Sなどのような初期ハウス・ミュージックの先駆者の音を見つけて、最新のスタジオ機器などの知識を増やしていき、1987年9月頃までにこれらの技術をシェイメンの音楽、ロック、テクノ、ヒップホップに採用し、ポップ・ウィル・イート・イットセルフやジーザス・ジョーンズ、EMFなどが影響を受けていたプロトタイプ・ロック（ダンス・ミュージック）を作るため、ラジオの音声をサンプリングした。
1980年代の末にはアシッド・ハウスが生まれ、コリンと1987年に加入したウィル・シノットは夢中になっていた。そして、1989年にセカンド・アルバム『In Gorbachev We Trust』（ジャケットはミハイル・ゴルバチョフの写真）をリリースした。

### 1990年代
1990年代に入ると、Mr.Cが加入し、アルバム『エン・タクト』（ジャケットには「巧」の字がある）をリリース。「ムーヴ・エニイ・マウンテン （プロジェニィ）」や「ハイパーリアル」、そして「Make It Mine」がシングルでヒットした。
しかし、「Move Any Mountain」のプロモーションビデオ撮影の際、ウィル・シノットがスペインのラ・ゴメラの海岸で溺死した。
その後、1992年にアルバム『ボス・ドラム』を発表。そのうち、シングル化された「Ebeneezer Goode」は歌詞が薬物使用を促すような内容（「Ezer Goode」を繰り返して歌うが、同音異義語で「E's are good」（「Eはよい」（Eとはエクスタシーの隠語）と解釈できる）であり、BBCの音楽番組『トップ・オブ・ザ・ポップス』内のトップ5・ドラッグ・ソングに選ばれてしまった。だが、全英チャート1位を4週間記録した。当時、フジテレビで深夜に放送されていた音楽番組『BEAT UK』では、「Ebeneezer Goode」だけでなく「Boss Drum」も番組内のチャートで1位を獲得した。

## メンバー

### 最終ラインナップ
- コリン・アンガス（Colin Angus） - ボーカル、ギター、キーボード、ベース（1985年 - 1999年）
- ボブ・ブリークス（Bob Breeks） - キーボード（1992年-1999年）
- ギャヴィン・ナイト（Gavin Knight） - ドラム、エレクトリック・パーカッション（1991年 - 1999年）
- リチャード・ウエスト（英語版）（Richard West、Mr. C） - ボーカル、キーボード（1990年 - 1999年）
- ヴィクトリア・ウィルソン＝ジェイムス（英語版）（Victoria Wilson-James） - ボーカル（1993年 - 1999年）

### 旧メンバー
- アリソン・モリソン（Allison Morrison） - キーボード、ボーカル（1985年 - 1986年）
- デリク・マッケンジー（Derek McKenzie） - ボーカル、ギター（1985年 - 1987年）
- キース・マッケンジー（Keith McKenzie） - ドラム、エレクトリック・パーカッション（1985年 - 1988年）
- ピーター・スティーヴンソン（Peter Stephenson） - キーボード（1986年 - 1988年）
- ウィル・シノット（Will Sinnott、Will Sin） - ベース、ボーカル、キーボード（1987年 - 1991年）※1991年死去
- ジョン・デラフォンズ（John Delafons） - ドラム、エレクトリック・パーカッション（1989年 - 1990年）
- リチャード・シャープ（Richard Sharpe） - キーボード（1991年 - 1992年）
- コーディ・H（Cody "The Chuck" H.） - ボーカル（1991年 - 1993年）

### ツアー・メンバー
- DJスティカ（DJ Stika） - ターンテーブル（1990年）
- アレクシス・ブラックモア（Alexis Blackmore、Lex Icon） - ボーカル、ターンテーブル（1990年 - 1991年）
- プラヴカ（英語版）（Plavka） - ボーカル（1990年 - 1991年）
- シェリル・メルダー（Cheryl Melder） - ライブ・ボーカル（1991年 - 1992年）
- ジェリサ・アンダーソン（Jhelisa Anderson） - ボーカル（1992年 - 1993年）

## ディスコグラフィ

### スタジオ・アルバム
- Drop（1987年）
- In Gorbachev We Trust（1989年）
- Phorward（1989年）
- 『エン・タクト』 - En-Tact（1990年）
- 『ボス・ドラム』 - Boss Drum（1992年）
- 『アクシス・ミュターティス』 - Axis Mutatis（1995年）
- 『ヘンプトン・マナー』 - Hempton Manor（1996年）
- UV（1998年）

### コンピレーション・アルバム
- Strange Day Dreams（1988年） ※初期作品のイタリア盤
- 『ムーヴ・エニイ・マウンテン（プロジェニィ）』 - Progeny（1991年）
- On Air（1993年） ※BBCラジオでのライブ・セッション
- 『ディファレント・ドラム』 - Different Drum（1993年） ※『ボス・ドラム』のリミックス
- Collection（1996年）
- Remix Collection - Stars on 25（1996年）
- The Shamen Collection（1998年）
- Hystericool - The Best of the Alternative Mixes（2002年）